# Alejandro Martín Gutiérrez Lara
Alejandro Gutiérrez Lara es un futbolista peruano, su actual equipo es el Alianza Huánuco que participa en la Segunda División del Perú. Es hijo del famoso "38" puente piedra.

## Trayectoria
Formado en las divisiones inferiores del Sporting Cristal, su debut en el plantel profesional ocurrió en el 2002, bajo la dirección técnica de Paulo Autuori. Fue integrante del plantel campeón de la Primera División del Perú ese año, y subcampeón los años 2003 y 2004. Pasó al club Hijos de Acosvinchos de la Segunda División del Perú desde el 2008.

## Clubes
| Club                 | País | Año         |
| -------------------- | ---- | ----------- |
| Sporting Cristal "B" | Perú | 2002 - 2003 |
| Sporting Cristal     | Perú | 2002 - 2004 |
| C.N.I                | Perú | 2006 - 2007 |
| Hijos de Acosvinchos | Perú | 2008 - 2009 |
| ADT                  | Perú | 2010 - 2011 |
| Alianza Universidad  | Perú | 2012-       |

## Palmarés

### Campeonatos nacionales
| Título                    | Club             | País | Año  |
| ------------------------- | ---------------- | ---- | ---- |
| Primera División del Perú | Sporting Cristal | Perú | 2002 |
| Torneo Apertura           | Sporting Cristal | Perú | 2003 |
| Torneo Clausura           | Sporting Cristal | Perú | 2004 |